# Дусманов, Вячеслав Евгеньевич
Вячесла́в Евге́ньевич Дусма́нов (8 июня 1973, Ижевск) — советский и российский футболист, вратарь, тренер. Сын Евгения Дусманова.
Сменил ряд российских клубов, от московского «Динамо-дубль» (1990—1993) до щёлковского «Спартака» (2008). Стал бронзовым призёром чемпионата Латвии и принял участие в Кубке обладателей кубков 1997/1998 в составе клуба «Динабург». В сезоне 2001/2002 выступал в Белоруссии за «Гомель», с которым завоевал Кубок Белоруссии. В 2005 году ещё раз вернулся в Белоруссию, где играл за гродненский «Неман».
По окончании игровой карьеры работал в Латвии как тренер вратарей в клубе «Даугавпилс» и в юношеской (до 19 лет) сборной страны.

## Достижения
«Газовик-Газпром» Ижевск
- Победитель Второй лиги России зоны «Центр»: 1995.

 «Динабург» Даугавпилс
- Бронзовый призёр чемпионата Латвии: 1997.
- Финалист Кубка Латвии: 1997.

 «Гомель»
- Обладатель Кубка Белоруссии (1): 2002.

 «Чкаловец-1936» Новосибирск
- Победитель Второго дивизиона России зоны «Восток»: 2004.